# Roseira Brava
Roseira Brava é uma telenovela portuguesa da RTP, gravada em 1995 exibida entre 8 de Janeiro e 8 de Junho de 1996, sendo da autoria de Tozé Martinho (†), Sarah Trigoso e Cristina Aguiar. Realizada por Álvaro Fugulin (†) e Jorge Paixão da Costa, a direcção de actores esteve a cargo de Armando Cortez (†) e os cenários e figurinos a cargo de Miguel Sá Fernandes. Contou com 130 capítulos.

## Sinopse
Esta telenovela começa com o julgamento e a condenação do médico Francisco António Barbosa Botelho (Tozé Martinho) (†), que é condenado a uma pena de 8 anos de prisão pelo crime de homicídio, após ter matado um paciente por estar alcoolizado. A sua filha, Marta Botelho (Fátima Belo), assiste ao julgamento acompanhada pelo seu tio, Raúl Navarro (Marques D'Arede), e, ao ouvir a sentença diz que nunca mais quer ver o seu pai.
OITO ANOS DEPOIS - António está a terminar a sua pena de prisão contando com a ajuda do seu advogado, Jaime Faria (Rogério Samora), homem muito mulherengo que namora com a amiga de Marta, Sofia Figueiredo (Sílvia Rizzo), secretária da empresa Navarro, SA, empresa da família Navarro. Jaime vai ajudar António para ele se reintegrar na sociedade. Mas António tem dois objectivos: o primeiro é reconquistar a sua filha e o segundo é conhecer a viúva de Luís Serra, o paciente que ele matou e de cuja esposa este tanto lhe havia falado. Marta está a terminar a faculdade e decide trabalhar na empresa de Raúl para começar a sua nova vida. Marta vive com Raúl e a filha deste,  Joana Navarro (Sofia Sá da Bandeira), cuja relação com o pai não é a melhor. Por sua vez Raúl Tornou-se líder das empresas do pai, Guilherme Navarro, e recuperou-as da falência sendo um empresário bem sucedido.  No entanto seu pai nunca o deixou tomar conta da Herdade da Roseira Brava sendo esta gerida pelo feitor Afonso Serra (Mário Pereira) (†), pai de Luís Serra, que lá vive com a sua nora, Matilde Vilhena (Manuela Santos), filha de João Vilhena (Rodolfo Neves) e Luísa Vilhena (Lurdes Norberto), irmã de Helena (Elsa Valentim), uma mulher tresloucada e preversa, e de Diana (Sónia Guimarães), bailarina de profissão, a sua neta Inês (Rita Salema) e o seu bisneto Miguel (Márcio Ferreira), fruto de uma relação antiga entre Inês e José Carlos Navarro (Nuno Homem de Sá), homem de estilo playboy e muito chulo, apesar de ser diabético.
Guilherme Navarro acabou de falecer e Raúl, que possui uma paixão obsessiva por Matilde ao ponto de querê-la para a ter como objecto, decide ir para a herdade que se situa junto da povoação de Santo Estêvão, onde o seu pai vivia com a sua tia Rita Navarro (Mariana Rey Monteiro) (†). Com a abertura do testamento descobre-se que Afonso é também filho de Guilherme, passando a chamar-se Afonso Navarro, e que herdou a Roseira Brava. No entanto esta está hipotecada, sendo que Raúl se vai aproveitar disso para tentar recuperá-la.
Em Santo Estêvão vivem também Vicente Falcão (José Gomes) (†), marido de Amélia Falcão (Simone de Oliveira) e pai de Eduardo Falcão (António Pedro Cerdeira), o alcoólico Joaquim da Horta (Carlos Santos) (†), marido de Inácia (Márcia Breia) e pai de Nelo (Leonardo Varela-Cid) e Anabela (Patrícia Tavares) que fica com a vida desgraçada ao envolver-se com o vigarista Manolo da Purificação (Virgílio Castelo), filho da Ti Ortense da Furificação (Manuela Maria), a dona do Café Central. Ortense tem dois pretendentes que estão apaixonados por ela:  Vitalino (Carlos Coelho) (†), o dono do talho, e o Coronel Julião Saraiva (Canto e Castro) (†), reformado do exército e que anda sempre acompanhado pelo Santa Comba (Manuel Cavaco). Ortense mal sabe que Manolo é contrabandista de arte sacra juntamente com Lopes (Manuel Castro e Silva), e chefia a casa de alterne El Dourado que tem como proprietários o Silva (Camacho Costa) (†) e a Esmeralda (Hermínia Tojal) e tem como funcionárias a Odete (Rosa Villa) e Sília (Mané Ribeiro), onde Anabela vai parar.
Com a morte de Afonso, a chegada da Helena à Roseira Brava, a ida de Anabela para a má vida, a paixão que Matilde começa a sentir por António desconhecendo que foi ele quem matou o seu marido, a chegada do médico João Pedro Morais (Luís Esparteiro) que tenta conquistar a simpatia do povo da zona e fica dividido entre Joana, Inês e Helena, que foi sua ex-mulher e lhe estragou a vida, a partir desta altura, começam os enredos, encontros, desencontros, mortes, desenterro de factos antigos e muitas coisas em que todos os caminhos vão dar à ROSEIRA BRAVA.

## Elenco
- Adriana Barral[12] - Fani
- Anita Guerreiro[13][14][15] - Carminda
- António Aldeia - Ramalho
- António Évora - José Luís (Zé Luís)
- António Pedro Cerdeira - Eduardo Falcão
- Camacho Costa (†) - Silva
- Canto e Castro (†) - Coronel Julião Saraiva
- Carlos César (†) - Januário
- Carlos Coelho (†) - Vitalino
- Carlos Rodrigues (actor) (†) - Augusto
- Carlos Santos (†) - Joaquim da Horta
- Catarina Kaizeler - Clotilde
- Elsa Valentim - Helena Vilhena
- Fátima Belo - Marta Botelho
- Gil Vilhena - Lucas
- Henrique Santos (†) - Padre Sebastião
- Hermínia Tojal (†) - Esmeralda
- João Rodrigo - Inácio
- Jorge Estreia - Gonçalo Amaral
- José Gomes[3] (†) - Vicente Falcão
- José Raposo - Latinhas
- Leonardo Varela-Cid - Nelo da Silva Horta
- Lourdes Lima (†) - Cacilda
- Luís Esparteiro[16] - João Pedro Morais
- Luís Zagalo (†) - Mário Oliveira
- Lourdes Norberto[3] - Luísa Vilhena
- Mané Ribeiro[17] - Sílvia
- Manuel Castro e Silva - Lopes
- Manuel Cavaco[18] - Santa Comba
- Manuela Maria - Ti Hortense da Purificação
- Manuela Santos - Matilde Vilhena
- Márcia Breia - Inácia da Silva Horta
- Márcio Ferreira - Miguel
- Margarida Carpinteiro[19] - Constantina
- Maria José - Delfina
- Mariana Rey Monteiro[20][21][22] (†) - Rita Navarro
- Mário Pereira (†) - Afonso Navarro
- Marques D'Arede[23] - Raúl Navarro
- Miguel Moreira - Serafim
- Nuno Homem de Sá - José Carlos Navarro
- Patrícia Tavares[24][25][26][27] - Anabela da Silva Horta
- Pedro Pinheiro (†) - Castanheira
- Rita Salema[28] - Inês Vilhena
- Rodolfo Neves[3][29] (†) - João Vilhena
- Rogério Samora[11] - Jaime Faria
- Rosa Villa - Odete
- Sílvia Rizzo[30] - Sofia Figueiredo
- Simone de Oliveira[3][31][32][33][34] - Amélia Falcão
- Sofia Sá da Bandeira[35] - Joana Navarro
- Sónia Guimarães[3] - Diana Vilhena
- Sylvie Rocha - Margarida
- Tony Lima - Frank da Silva
- Tozé Martinho[36] (†) - Francisco António Barbosa Botelho
- Virgílio Castelo - Manolo da Purificação

## Participações especiais(não creditadas)
- Adriano Carvalho - Advogado da acusação no julgamento de António
- Ana Luís - Teresa (mulher de Gonçalo que o apanha com 'Joana')
- António Cid - Membro da Administração da Navarro S.A.
- Artur Mendonça - Lecas (recluso, amigo de António, que o ajuda no início e no fim da novela)
- Benjamim Falcão - Gouveia (representante do Banco onde estão as contas da Navarro S.A.)
- Bruno Rossi - Sousa (advogado dos Vilhena)
- Carlos Gonçalves (†) - Membro da Administração da Navarro S.A.
- Carlos Martins - Dr. Nogueira (notário que trata da venda da "Roseira Brava")
- Elisabete Almeida - Felismina (senhora que vende a Herdade do Mocho a Matilde)
- Fernando Parreira - Fernando (trabalhador da "Roseira Brava")
- Françoise Ariel - Madame Verrier (dona do Instituto de Beleza em Lisboa onde Anabela trabalha)
- Henrique Pinho - Capanga que persegue Zé Carlos
- Herlinda de Almeida - Lucília (dona da pensão em Lisboa para onde Anabela vai)
- Jorge Paixão da Costa - Homem a sair da Estação quando Inácia vai a Lisboa
- Jorge Veiga Xavier - J. Dias (GNR de Santo Estevão)
- José Alves - Cliente El Dourado / Cliente que tenta agarrar Anabela / Cliente que refila com Esmeraldinha por causa do wisky
- José Fiúza - Membro da Administração da Navarro SA
- Lina Morgado - Funcionária dos correios de Santo Estevão
- Lurdes Santos - Rosário (empregada dos Vilhena)
- Mafalda Vilhena[37] - Namorada de Zé Carlos
- Maria Clementina - Josefa (dona da mercearia em Lisboa)
- Maria Henrique[38] - Maria (recepcionista do Instituto de Beleza em Lisboa onde Anabela trabalha)
- Natacha Marchã - Carmen (colega de 'Marta' na faculdade)
- Noémia Costa - Empregada da loja onde Vitalino compra o vestido para a Ti Hortense
- Rafael Leitão - Funcionário do Hospital que fala com Helena sobre a morte de Frank
- Rita Alagão - Sandra (esteticista do Instituto de Beleza em Lisboa onde Anabela trabalha)
- Rita Frazão[39][40] - Secretária de Jaime
- Rui Fernandes - Juiz Sousa Marques (juiz do julgamento de António e que no final da novela o ajuda)
- Waldemar de Souza - Médico que observa Inês
- ??? - Carrilho (homem que ia comprar a cortiça a Matilde)
- ??? - Mestre Ruço (sapateiro de Santo Estevão)
- ??? - Luís (marido de Matilde)
- ??? - Médico que tratou Raúl depois de ter sido queimado

## Página no Facebook
- https://facebook.com/Roseira-Brava-204694231745/

## Datas
- A rodagem da novela iniciou-se a 21 de Fevereiro de 1995 e terminou em 31 de Julho do mesmo ano.
- Estreou a 8 de Janeiro de 1996 e terminou em 8 de Junho.

## Curiosidades
- Depois de Desencontros, a RTP continuava a apostar em novelas portuguesas baseadas no pais real. Depois de retratar a vida em Lisboa, o Alentejo era o pano de fundo para esta novela. A novela foi rodada entre Fevereiro e Julho de 1995 na aldeia de Brinches, em Serpa, e nos estúdios da NBP em Vialonga, sendo apenas exibida em 1996.
- A novela era para entrar em antena imediatamente a seguir a Desencontros, no entanto, por estratégia de programação, a RTP optou por suceder Desencontros com a co-produção RTP/TVPLUS A Idade da Loba. Só com o fim desta, em Janeiro de 1996, Roseira estreou em grande, no horário nobre. Confrontando directamente com a telenovela brasileira Explode Coração (estreada na SIC no mesmo dia e à mesma hora), Roseira Brava não conseguiu ganhar a luta pelas audiências, no entanto, conseguiu um bom desempenho.
- A estreante Manuela Santos protagonizava a novela.
- Marques D'Arede convenceu no papel do vilão Raul Navarro.
- Grande destaque para Nuno Homem de Sá, como o playboy Zé Carlos. O seu regresso às lides televisivas foi muito falado e aplaudido, visto que o público não o via desde 1983, quando participou na telenovela Origens.
- Fátima Belo na pele da fria executiva Marta Botelho também conseguiu uma boa performance.
- Foi a estreia de Patrícia Tavares em telenovelas.
- Simone de Oliveira estreava-se em novelas com um grande desempenho.
- Grande destaque também para Márcia Breia e a sua Inácia. Ao longo da novela a sua personagem foi evoluindo e nos últimos capítulos teve mais protagonismo que qualquer outra personagem.
- Mas o núcleo de mau caractismo foi dominado por Elsa Valentim, com a desequilibrada Helena, e Tony Lima, com o patife Frank.
- Carlos Santos (†) e Patrícia Tavares voltaram a fazer de pai e filha 8 anos mais tarde, na novela da TVI O Teu Olhar em 2003.
- Esta telenovela foi exibida em repetição na RTP1 no ano 2000 e na RTP Memória nas seguintes datas: em 2008, no horário das 18 e 15; em 2009, no horário das 15 horas; a partir de 29 de Março de 2013, no horário das 12 horas (meio-dia).

 Telenovelas da RTP1 
| Desencontros « anterior | Roseira Brava | seguinte » Primeiro Amor |

 Telenovelas de horário nobre da RTP1 
| A Idade da Loba « anterior | Roseira Brava | seguinte » Primeiro Amor |